# Robert Mateusiak
Robert Bogumił Mateusiak (ur. 13 stycznia 1976 w Wołominie) – polski badmintonista i olimpijczyk z Sydney, Aten, Pekinu i Londynu oraz Rio de Janeiro. Mistrz Europy (2012) w grze mieszanej. W latach 1993–1998 był reprezentantem Poloneza Warszawa. Aktualnie jest zawodnikiem klubu UKS Hubal Białystok. Największe sukcesy odnosi w deblu i mikście. Jego partnerem jest Michał Łogosz. Jego partnerką w mikście jest Nadieżda Zięba (de domo Kostiuczyk).

## Osiągnięcia
Mistrzostwa Europy (gra podwójna):
- ME 2000 –  brąz (w parze z Michałem Łogoszem)
- ME 2002 –  brąz (w parze z Michałem Łogoszem)
- ME 2004 –  brąz (w parze z Michałem Łogoszem)
- ME 2006 –  brąz (w parze z Michałem Łogoszem) i  brąz w mikście (z Nadieżdą Kostiuczyk)
- ME 2008 –  srebro w mikście (w parze z Nadieżdą Kostiuczyk)
- ME 2010 –  srebro w mikście (w parze z Nadieżdą Ziębą)
- ME 2012 –  złoto w mikście (w parze z Nadieżdą Ziębą)

Międzynarodowe Mistrzostwa Polski:
- MP 1999 –  złoto (w parze z Michałem Łogoszem)
- MP 2003 –  złoto (w parze z Michałem Łogoszem)

Inne sukcesy:
- ćwierćfinał Igrzysk Olimpijskich Pekin 2008 w grze podwójnej (z Michałem Łogoszem) i w mikście (z Nadieżdą Kostiuczyk)
- ćwierćfinał Igrzysk Olimpijskich Londyn 2012 w mikście (z Nadieżdą Ziębą)
- ćwierćfinał Igrzysk Olimpijskich Rio de Janeiro 2016 w mikście (z Nadieżdą Ziębą)
- ćwierćfinał Mistrzostw Świata 2007 w mikście z Nadieżdą Ziębą (wówczas Kostiuczyk)
- 26-krotny mistrz Polski (12 razy w grze podwójnej, 14 razy w grze mieszanej)
- 5-krotny wicemistrz Polski (4 razy w grze podwójnej, 1 raz w grze mieszanej)
- 4-krotny brązowy medalista Mistrzostw Polski (2 razy w grze podwójnej, 2 razy w grze mieszanej)
- zwycięzca miksta Super Series w Hongkongu 2009 w parze z Nadieżdą Kostiuczyk
- zwycięzca Dutch Open, turnieju rangi Grand Prix w parze z Nadieżdą Kostiuczyk.
- w parze z Nadią wygrał prestiżowy turniej Grand Prix "Russian Open 2007".
- wielokrotnie pozycja w pierwszej dziesiątce w rankingu światowym w debla i miksta.

## Odznaczenia
- Krzyż Kawalerski Orderu Odrodzenia Polski[1] (2016)